# Linnaemya coxalis
Linnaemya coxalis là một loài ruồi trong họ Tachinidae.